# Toyota 88C
Toyota 88C foi um protótipo de corrida, desenvolvido pela Toyota para competir na WSC e nas 24 Horas de Le Mans. Foi o sucessor do Toyota 87C e precedeu a Toyota 89C-V. Como outros protótipos da época, o seu design foi preparado pela Dome. A Toyota 88C-V é uma versão ligeiramente modificada do 88C, adaptado com um motor Toyota R32V de 3.2L V8. Tanto a Toyota 88Cs e 88C-Vs ambos disputaram a All Japan Sports Prototype Championship, a WSC, Camel GT Championship e as 24 Horas de Le Mans.